# Budoucnost lidstva (kniha)
Budoucnost lidstva je kniha slavného astrofyzika a popularizátora vědy Michia Kakua, ten v tomto díle popisuje směřování lidstva v oblasti kosmických letů, zlepšování člověka nebo osídlování vesmíru. V knize se také zabývá hledáním mimozemského života, cestou na Mars, vývojem a zánikem vesmíru nebo typy vesmírných civilizací. Kniha je psána tak, že se autor stále tematicky vzdaluje od Země (začíná Měsícem, pokračuje Marsem, až se nakonec dostane do mezihvězdného prostoru).

## Obsah
Kniha je rozdělena na tři části: Část I: Opuštění Země, Část II: Výprava ke hvězdám, Část III: Život ve vesmíru. Celkem obsahuje 14 kapitol s prologem a úvodem na začátku.

### Seznam kapitol
1. Příprava ke startu
2. Nový zlatý věk kosmických letů
3. Těžba v nebesích
4. Na Mars - za každou cenu!
5. Mars: zahradní planeta
6. Vstříc plynným obrům, kometám a ještě dál
7. Roboti ve vesmíru
8. Stavba hvězdoletu
9. Dalekohled Kepler a planety v hloubi vesmíru
10. Nesmrtelnost
11. Transhumanismus a technologie
12. Hledání mimozemského života
13. Vyspělé civilizace
14. Opuštění vesmíru

## Děj
Ze začátku Kaku popisuje vývoj raket, jejich první stavitele a použití, poté první lidské kosmické mise nebo vznik kosmických agentur, jako je např. americká NASA. Dále autor otevírá téma návratu na Měsíc a s tím spojenou stálou měsíční základnu, která by právě kolem Měsíce měla obíhat. Neopomíjí ani otázku, jak by vypadal život na Měsíci, nebo také kde se Měsíc vlastně vzal?
Následuje téma o Marsu. Zde Kaku píše o tom, jak nutné je se na něj dostat a co tato cesta obnáší, zamýšlí se také nad tím, kdo se na něj dostane jako první. Neopomíjí ani tzv. terraformaci této planety. Pokračuje možnou cestou člověka k plynným obrům, ke kometám nebo ještě dál. Zde popisuje data ze sond Voyager 1 a 2, které prozradily mnoho o měsících Jupiteru, Saturnu, Uranu či Neptunu, i ty totiž podle Kakua mohou být jednou obydleny.
Další velké téma nese název Roboti ve vesmíru. Zde pojednává o umělé inteligenci, o tom jak by se roboti vyslaní do vesmíru mohli sami opravovat či dokonce replikovat. Uvažuje také nad myšlenkou, kdy si roboti uvědomí sami sebe. Ve stejné kapitole se krátce věnuje i kvantovým počítačům.
Kapitola Stavba hvězdoletu, jak už název napovídá, popisuje možnou konstrukci strojů, které by mohly dostat lidstvo „ke hvězdám“. Zabývá se slunečními plachetnicemi, laserovými plachetnicemi, iontovými motory, jadernými raketami, raketami s fúzním reaktorem, loděmi s antihmotovým pohonem a fúzními náporovými pohony nebo vesmírným výtahem. U každé možnosti vysvětluje její klady a zápory a uvažuje, která bude nejvhodnější pro lidstvo v budoucnu. Zabíhá také do představ o tzv. Warpovém pohonu, Alcubierově pohonu nebo o využití červích děr.
Dále se zabývá hledáním mimozemských civilizací. Začíná postupem při jejich hledání, pokračuje popisem naší Sluneční soustavy a srovnává ji s planetárními soustavami jinde ve vesmíru.
Od mimozemských civilizací krátce odbočuje k tématu nesmrtelnosti nebo stárnutí, jak se na tyto procesy tváří věda a jestli právě věda dokáže člověka udělat nesmrtelným či alespoň omezit dopady stárnutí. Zabývá se také možným klonováním, neopomíjí ani problém, který je s tím spojený, a to přelidnění. Otevírá také myšlenku digitalizace mysli a celkové „vylepšování“ člověka za použití technologií (tzv. transhumanismus).
Poté se opět vrací k mimozemskému životu a jeho hledání. Polemizuje o tom, jak by mohli mimozemšťané vypadat, srovnává inteligenci života na Zemi s tou mimozemskou, uvažuje také nad tím, jak by vypadala evoluce v různých podmínkách na různých planetách, zabývá se také otázkou Fermiho paradoxu. Pokračuje tématem vyspělých civilizací a tzv. Kardašovovou škálou.
Kaku píše také o takzvaném rozštěpení lidstva, tedy hypotetickému modelu poukazujícím na otázku, kdyby se lidstvo „rozprchlo“ po galaxii či celém vesmíru, můžeme pořád mluvit o lidech?
V závěru se autor vrací k fyzikální podstatě črvích děr, popisuje teorii strun, symetrii nebo třeba temnou hmotu.
Poslední kapitola Opuštění vesmíru, se zabývá koncem vesmíru v souvislosti s tzv. typem IV Kardašovovy škály.
Kniha končí slovy: „Ve vzdálené budoucnosti možná inteligentní život nedojde na konec slepé uličky, ale najde svůj nový domov. V tom případě by smrt vesmíru neznamenala konec příběhu.“